# Ouma Laouali
Ouma Laouali é uma piloto nigeriana, a primeira mulher a servir como um piloto no seu país.
De acordo com Ventures Africa, "mulheres piloto enfrentam desafios sexistas de que os homens são mais adequados como pilotos." True África incluiu Laouali em sua lista de "As mulheres africanas que se destacaram em 2015".